# IEEE 1076
Le standard  IEEE 1076 définit le langage de description de matériel VHSIC-HDL ou VHDL. Il a été développé par  CLSI sous contrat F33615-83-C-1003 pour la  United States Airforce en 1983. Le langage a subi de nombreuses révisions et a divers  sous-standards qui lui sont associés et qui l'étendent de manière importante.
1076 a été et continue à être un milestone dans le design de systèmes électroniques.

## Révisions
- 1076-1987 First standardized revision of ver 7.2 of the language from the United States Air Force.
- 1076-1993  (ISBN 1-55937-376-8) Significant improvements resulting from several years of feedback. Probably the most widely used version with the greatest vendor tool support.
- 1076-2000 Minor revision. Done mainly to meet IEEE requirement that standards are addressed every five years to see if they are still pertinent
- 1076-200x The name given to future work on the standard going on as of 2004